# Svatý Nonnos (biskup)
Svatý Nonnos byl biskup z Heliopolis, jenž obrátil na svatou víru Pelagii z Antiochie. Jeho svátek se slaví 10. listopadu (23.11.greg.kal.).

## Život
Svatý Nonnos byl egyptský mnich, jenž se proslavil svou svatostí a divy působícími v Tabennském monastýru, který v Horním Egyptě založil roku 320 svatý Pachomios. Pro svůj svatý život ve svatosti a askezi byl vybrán roku 448 za biskupa syrského města Edessa. Později přešel na biskupský stolec města Heliopolis, kde obrátil ke Kristu třicet tisíc Arabů.
Biskup Nonnos svolal do města Antiochie okolní biskupy v počtu osmi k řešení místních církevních záležitostí a pod vlivem jeho kázání v bazilice svatého mučedníka Juliána nevěstka Pelagie zatoužila zbavit se svého hříšného života. Svatý Nonnos ji svými vroucími modlitbami obrátil na ctnostný křesťanský život a pokřtil ji.
Poslední tři roky svého života se vrátil do Edessy a roku 471 zesnul v pokoji. Je zmíněn, v životě ctihodné matky Pelagie.

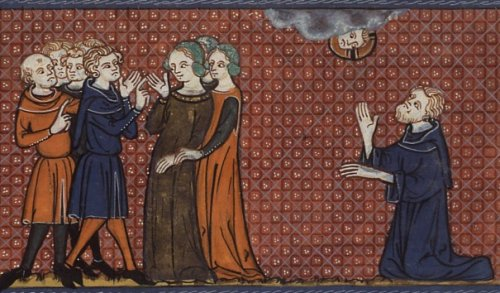
Svatý Nonnos a Pelagie z Antiochie (se svou svitou)

Svatý Nonnos byl znám čistotou svého života a tak na něho platí slova svatého apoštola Pavla:
| „             | Čistým je všechno čisté. Ale poskvrněným a nevěřícím nic není čisté. Jak jejich rozum, tak jejich svědomí jsou poskvrněny. | “ |
| — Ti 1,15 ČEP | |   |